# Euro à Andorre
- États membres de la zone euro : 20 pays (Allemagne, Autriche, Belgique, Chypre, Croatie, Espagne, Estonie, Finlande, France, Grèce, Irlande, Italie, Lettonie, Lituanie, Luxembourg, Malte, Pays-Bas, Portugal, Slovaquie, Slovénie)
- Micro-États non membres de l'UE utilisant l'euro avec l'accord de l'UE : 4 pays (Andorre, Monaco, Saint-Marin et Vatican)
- États non membres de l'UE qui ont adopté l'euro unilatéralement : 2 pays (Kosovo et Monténégro)
- États membres de l'Union européenne (UE) qui ont rejoint le MCE II : 1 pays (Bulgarie)
- État membre de l'UE faisant partie du MCE II mais qui est exempté de l'obligation de rejoindre la zone euro (Danemark).
- États membres de l'UE qui ont l'obligation  de rejoindre la zone euro : 5 pays (Hongrie, Pologne, Roumanie, Suède et Tchéquie)

La Principauté d'Andorre a adopté l'euro comme monnaie d'usage de facto le 1er janvier 2002 et a été autorisée à l'utiliser de manière officielle à partir du 30 juin 2011, remplaçant le franc et la peseta andorrans. Le pays ne fait pas partie de la zone euro, ni de l'Union européenne, mais peut cependant frapper ses pièces depuis le 1er juillet 2013 en vertu de l'Accord monétaire signé avec la Commission européenne.

## Historique
Jusqu'en 2011, la Principauté ne disposait d'aucun accord monétaire bilatéral avec l'Union européenne pour son usage de l'euro, contrairement à Monaco, à Saint-Marin et au Vatican. Elle ne pouvait donc émettre aucune devise ; son utilisation de l'euro n'était donc possible que par le biais du marché international des changes, et la domiciliation de comptes pour les services bancaires (comptes privés pour les personnes résidentes physiques, morales ou publiques de la Principauté).
Le 30 juin 2011, Andorre signe un Accord monétaire avec l'Union européenne pour faire de l'euro la monnaie officielle du pays. Avec la ratification de cet Accord, la Principauté a le droit de frapper ses propres pièces dans le cadre défini ; ces pièces possèdent une face commune et une face propre au pays et ont cours légal dans les autres pays appartenant à la zone euro ou associés à celle-ci de manière officielle. Cette demande qui remonte à 2003 a été reportée à diverses reprises en raison de désaccords sur la fiscalité et avec la Principauté . La première émission de pièces du pays date du 15 janvier 2015.

## Compléments